# 마츠모토 메구미
마츠모토 메구미(松元 恵, 1977년 2월 6일~)는 켄 프로덕션 소속 일본의 성우이다.

## 출연작품

### TV 애니메이션
2001년
- 스타 오션 EX(유키)
- 크러시기어(마리노 고우야)

2003년
- 출격! 머신로보 레스큐(미나미 겐)
- 포포로크로이스(페페)

2004년
- 다이스(샘 엔둘)
- 로젠메이든(시바사키 가즈키)
- 학원 앨리스(마음 읽는 아이)

2005년
- SHUFFLE! (쓰치미 린: 소년기)

2006년
- 슈발리에(로빈)
- 스즈미야 하루히의 우울(구니키다)
- 여고생 GIRL'S HIGH(고시바 나오)

2006년
- 고대왕자 공룡킹 D키즈·어드벤처 (고대 류우타)

2008년
- 피니와 퍼브(스테이시 히라노)

2010년
- 스즈미야 하루히의 소실 (구니키다)

### 게임
2007년
- 스윙 골프 팡야 2nd숏!(누리(켄))

2009년
- 가넷 크레이들 (노노세 미사기)